# Drygalski-Gletscher (Tansania)
Der Drygalski-Gletscher befindet sich am Kibo, dem höchsten Gipfel des Kilimandscharo in Ostafrika. Er ist der größte verbliebene Gletscher der Eiskappe, die den Berg noch in der zweiten Hälfte des 19. Jahrhunderts bedeckte.

## Beschreibung

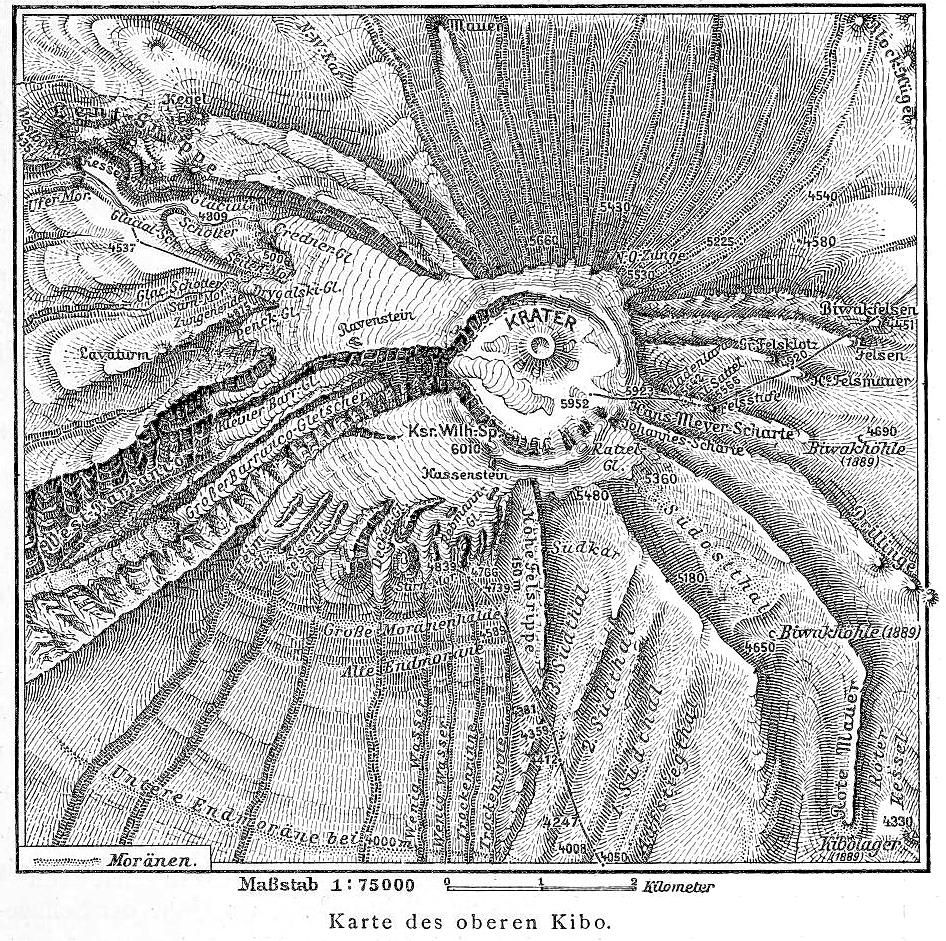
Karte des oberen Kibo (Meyer 1900)

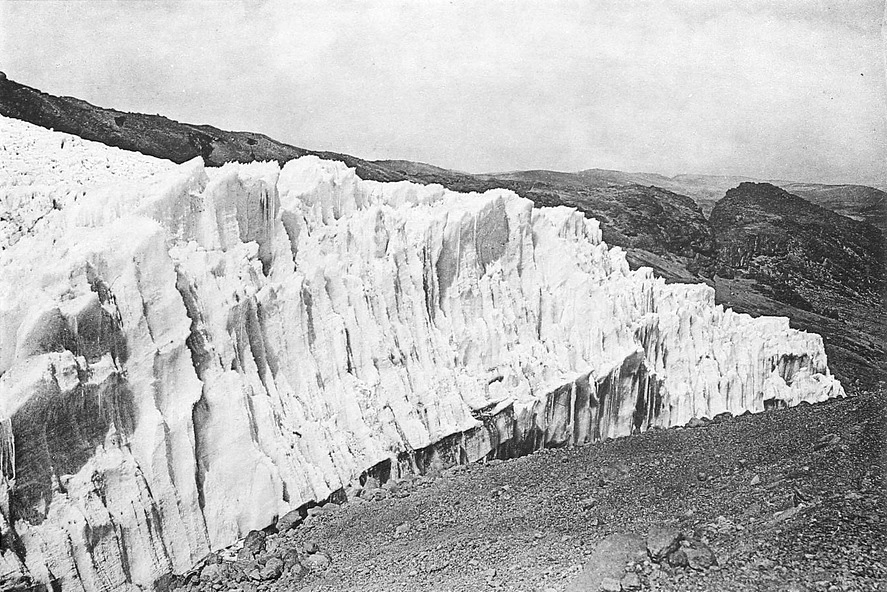
Die Zunge des Drygalski-Gletschers 1898

Der Gletscher erstreckt sich am nordwestlichen Hang des Kibo im Höhenbereich zwischen 5600 und 5800 Metern. Wie die anderen Gletscher des Kibo hat er in den vergangenen Jahrzehnten einen großen Teil seiner Fläche eingebüßt. Seit 2012 ist er vom nördlich gelegenen Credner-Gletscher getrennt, mit dem er bis dahin das Nördliche Eisfeld gebildet hatte. Seine Fläche betrug im Jahr 2017 46,95 ha. Sein Volumen im Jahr 2015 wurde auf 12 Millionen m³ geschätzt.
Der Afrikaforscher Hans Meyer fand 1889 bei seiner Erstbesteigung des Kibo noch eine Eiskappe vor, die die Caldera des Kibo füllte und vom Kraterrand zahlreiche nach Süden und Westen herabfließende Gletscher besaß. Bei seinem zweiten Besuch des Kilimandscharo im Jahr 1898 war die Verbindung der Eismassen innerhalb und außerhalb der Caldera bereits unterbrochen. Meyer bestieg den Berg von Westen über einen Gletscher, den er nach seinem Freund, dem Geographen und Glaziologen Erich von Drygalski, benannte. Die Gletscherzunge war damals 400 m breit und reichte bis in eine Höhe von 4875 m hinab. Auf zwei Detailkarten des Kibo in Meyers Buch Der Kilimanjaro ist der Drygalski-Gletscher erstmals unter diesem Namen verzeichnet. Er bildete zu dieser Zeit einen von vier Gletschern am Nordwesthang des Kibo. Die anderen waren der Credner-Gletscher im Norden sowie der Große und der Kleine Penck-Gletscher. Sie alle zogen sich im 20. Jahrhundert dramatisch zurück. Der Große Penck-Gletscher verschwand bis 1992, und der Kleine verlor seine Verbindung zum Nördlichen Eisfeld und war bis 2017 in drei Teile zerfallen, die zusammen noch 2,4 ha groß waren.
Am Rückzug der Eises wird sich voraussichtlich nichts ändern. So kann bis 2040 das meiste, wenn nicht sogar alles Eis am Kilimandscharo verschwunden sein. Spätestens im Jahr 2060 sollte der Berg eisfrei sein.